# Романтик Блядь Коллекшн
Романтик Блядь Коллекшн — третий сольный альбом петербургского автора-исполнителя Стаса Барецкого. Альбом был выпущен в ноябре 2011 года. Официально разрешено бесплатное скачивание альбома в Интернете. На песню «Нойз, ты пидор» Барецкий самостоятельно снял музыкальный клип, пользовавшийся популярностью в интернете.

## Критика
Рецензент проекта «Афиша» Александр Горбачёв в целом положительно оценил альбом, отметив «артистическую харизму» Барецкого и то, что в песнях «хватает дикостей». Альбом вошёл в список «театр года». Негативно оценил альбом и творчество Барецкого в целом Алексей Мажаев: «матерный и предельно неприятный шансонообразный рэп»; тексты альбома автобиографичны, для них характерны «зловещие интонации» и «однообразная мрачность».

## Участники записи
- Стас Барецкий — автор всех текстов, вокал
- Певица Сука — вокал (4 трек)
- Андрей Ерофеев из группы «PСР», «Ёлочные игрушки» и некто Коля — музыка[9]

## Список композиций
Все тексты написаны Стасом Барецким.
| №                   | Название                       | Длительность |
| ------------------- | ------------------------------ | ------------ |
| 1.                  | «Россия»                       | 3:25         |
| 2.                  | «Осень»                        | 2:47         |
| 3.                  | «Нойз, ты пидор»               | 4:42         |
| 4.                  | «Любовь (при уч. Певица Сука)» | 5:14         |
| 5.                  | «Раскаты грома»                | 2:43         |
| 6.                  | «Робинзоны»                    | 2:29         |
| 7.                  | «Гомики»                       | 3:12         |
| 8.                  | «Романс за пацана»             | 4:03         |
| 9.                  | «Та, которую проебали»         | 2:20         |
| 10.                 | «Поклонницы»                   | 3:37         |
| 11.                 | «Папуля»                       | 4:44         |
| Общая длительность: | Общая длительность:            | 39:16        |